# أبولونيا (قديسة)
القديسة أبوللونيا (بالقبطية: Ϯⲁⲅⲓⲁ Ⲁⲡⲟⲗⲗⲟⲛⲓⲁ)‏، هي قديسة قبطية تشتهر بأنها شفيعة مرضى الأسنان والصداع، كانت ذات جمال بارع وشجاعة نادرة.
قام الرسام الفرنسي جان فوكيه برسم لوحلة للقديسة أبولونيا بعنوان استشهاد القديسة أبولونيا.

## نشأة القديسة
ولدت القديسة في الإسكندرية لأبوين مسيحيين. كرّست حياتها لله وخدمت في الكنيسة كخادمة تهتم بالفقراء والمحتاجين.
وبعد وفاة والديها أقامت في منزل بسيط.

## عذابتها
يقال بأنها عُذبت وتكسّرت أسنانها، فكانت تعانى من صداع شديد في رأسها وآلام في فكيها؛ صلّت إلى الله أن يزيل آلام الأسنان لكل الذين يسألونه بطلباتها ويمنحهم الشفاء.
يحتفل الغرب بعيد استشهادها يوم 9 فبراير، أقيمت على اسمها مذابح وكنائس كثيرة في أوروبا. وتحتفل الكنيسة القبطية بعيدها في 2 أمشير من كل عام، يوجد كنيسة واحدة على اسم هذه القديسة في شبرا الخيمة، مصر.

## أيقونة الشهيدة
يصور الرسامون الأقباط القديسة أبوللونيا، ومعها غصن نخيل رمز لاستشهادها وفي يدها كماشة قابضة على ضرس رمز لعذاباتها
في بعض اللوح الفنية يرسمون الشهيدة وفي إحدى يديها كتاب رمز الخدمة وفي اليد الأخرى كماشة تقبض على ضرس، كما ترسم أيضا وهي تصلى في وسط الآتون رافعة نظرها نحو السماء.

## مواضيع مرتبطة
- أقباط
- تاريخ مصر المسيحية
- معهد الدراسات القبطية
- كنيسة قبطية أرثوذكسية
- توماس السائح
- ثيؤدوره
- رفقة (قديسة)
- بائيسة
- مارينا الراهبة